# Moreland (vrachtwagenmerk)
Moreland was een vrachtwagenmerk uit Californië.
Moreland werd opgericht in 1911 en stond bekend als zeer vernieuwend. Moreland gebruikte altijd de laatste technische snufjes. Vanaf 1930 ging het steeds slechter met het bedrijf en in 1941 stopte het met de productie van vrachtwagens.

## Modellen
- (1911) Bakwagen met 1.5 ton laadvermogen.
- Bakwagen met 3 ton laadvermogen.
- Bakwagen met 5 ton laadvermogen.
- (1924) Bakwagen met 6 ton laadvermogen.